# Sverre Sørsdal
Sverre Sørsdal est un boxeur norvégien né le 5 août 1900 à Hamar et mort le 21 mars 1996 à Gjøvik.

## Carrière
Il remporte la médaille d'argent dans la catégorie poids mi-lourds aux Jeux olympiques d'Anvers en 1920 puis de bronze à Paris en 1924, Sorsdal participe une troisième fois aux Jeux olympiques en poids lourds en 1928 mais échoue à la quatrième place.

## Palmarès

### Jeux olympiques
- Jeux olympiques d'été de 1920 à Anvers[1] (poids mi-lourds)
- Jeux olympiques d'été de 1924 à Paris[2] (poids mi-lourds)